# Brachypremna clymene
Brachypremna clymene är en tvåvingeart som beskrevs av Alexander 1945. Brachypremna clymene ingår i släktet Brachypremna och familjen storharkrankar. Inga underarter finns listade i Catalogue of Life.